# Kroktjärnen (Jörns socken, Västerbotten, 723083-171824)
Kroktjärnen är en sjö i Skellefteå kommun i Västerbotten och ingår i Kågeälvens huvudavrinningsområde.